# 541 Deborah
Az 541 Deborah egy a Naprendszer kisbolygói közül, amit Max Wolf fedezett fel 1904. augusztus 4-én.